# Radošina
Radošina (in ungherese Radosna) è un comune della Slovacchia facente parte del distretto di Topoľčany, nella regione di Nitra.